# Château des Linières
Cet article possède un paronyme, voir Château de Lignières.
Le château des Linières est un château français situé à 1 kilomètre au nord-est du bourg de la commune de Ballée, dans le département de la Mayenne et la région de la Pays de la Loire.
Des bâtiments de grande importance primitifs, il demeure un grand corps cantonné de quatre pavillons. La longue allée qui mène du château au bourg est issue de terres vendues par les jésuites de La Flèche en 1678.
Le château fut toujours uni à la seigneurie de Ballée. Linières était mouvant de la châtellenie de Bazougers. Le premier propriétaire connu, cité en 1374, est noble homme et puissant seigneur Simon sgr de Ballée.
En 2015, Julien et Véronique Ostini rachètent le château et envisagent d'aménager une des ailes du château pour y placer un théâtre de 300 places, un atelier de fabrication de costumes, une salle de restauration pour les manifestations et des ateliers d'éveil pour la petite enfance. Ils veulent également créer une résidence artistique.
Le château fait l’objet d’une inscription au titre des monuments historiques depuis le 9 décembre 1983, complétée en 2017.

## Liste des seigneurs
- Noble homme et puissant seigneur Simon, seigneur de Ballée, 1374.
- Guy de Ballée, chevalier, mari d'Agnès Ouvrouin, teste en 1393 et vivait en 1396.
- Henri Le Vayer, mari de Marguerite de Ballée, sœur du précédent, 1402, 1411.
- Guy Le Vayer, dit aussi Guy ou Guischard de Ballée, mari de Colette de Rouvres, veuve de Jean L'Enfant ; il fut tué vers 1450 dans une querelle au sujet de la pêche d'un étang provenant de la succession de Séguin L'Enfant et que lui disputait René Jousseaume. Guillaume Thieslin, seigneur de Montfroul, et Jacquette de Mésange, sa femme, étaient complices du meurtre.
- Robert Le Vayer, seigneur du Coing et de Bannes, 1468, 1522. Robert Le Vayer est autorisé à percevoir double droit de ses sujets à cause du mariage de Jeanne, sa fille, et pour avoir « convolé au degré et dignité de chevalerie aux armes et service du roi » 1490.
- Étienne Le Vayer, frère du précédent, 1529, mari d'Andrée de la Saugère, veuve en 1535, dont les enfants étaient conduits à l'école par un clerc de Ballée, leur précepteur.
- Claude Le Vayer, épousa en cour de Craon, le 11 septembre 1538, Jeanne de Tessé, fille de Jean de Tessé, seigneur d'Asnières.
- Olivier Le Vayer, le dernier marié vers 1550 à Catherine de la Chapelle-Rainsouin.
- Jean Girard, tuteur des deux précédents et mari de Julienne Le Vayer, leur sœur, puis de Madeleine de Baubigné[3], 1572, mort au château de Linières vers 1598. Sa veuve, décédée en 1627 au château de la Claie en Précigné, fut aussi inhumée dans l'église de Ballée.
- Anselme de Girard, seigneur du Coing, de la Claie, du Plessis-d'Auvers et de la Villette, 1599, marié à Claude de Charnacé, héritier de ce chef du marquis de Charnacé dont il releva le nom. Françoise, sa fille, fait profession au Couvent des Ursulines de Château-Gontier en 1638.
- Philippe de Girard, mari d'Éléonore du Frêne, dame des Vaux. Il eut acte de représentation de ses titres de noblesse pour lui, son fils et ses frères Jacques et Pierre, 1666, était tuteur des enfants de René de Salles et d'Urbaine Le Roux, et vivait en 1672.
- Jacques-Philippe de Girard, marquis de Charnacé, mari d'Anne-Marie de Bouillé, mort en 1720.
- François-René de Farcy, seigneur de Champfleury, acquéreur pour 92.000 ₶ des héritiers du précédent, 1728.
- Eugène-Emmanuel-Marie de Farcy, époux de Marie-Anne Rousseau de Monfrand, par avancement d'hoirie, 21 mai 1748, puis par partage du 17 août 1748. Il vendit pour 50.000 ₶, par contrat devant René Letort, le 10 août 1758, la nue-propriété à Henri-Gaston des Haies, seigneur des Chesnais. Mme la comtesse des Haies entra en jouissance par suite du décès du vendeur, arrivé le 16 avril 1775. D'après son acte d'acquisition sur Eugène-Emmanuel-Marie de Farcy, Henri-Gaston des Haies pouvait faire démolir les deux ailes du château et disposer à son gré des matériaux, aussi bien que des colonnes de pierres qui étaient dans les dépendances du château, 10 août 1758.

### Sources partielles
- « Château des Linières », dans Alphonse-Victor Angot et Ferdinand Gaugain, Dictionnaire historique, topographique et biographique de la Mayenne, Laval, A. Goupil, 1900-1910 [détail des éditions] (BNF 34106789, présentation en ligne)